# Manuel Mercant
Manuel Antonio Mercant Landeira (Uruguay, 28 de enero de 1941), es un exmagistrado uruguayo, quien se desempeñó como miembro del Tribunal de lo Contencioso Administrativo entre 1995 y 2005.

## Primeros años
A partir de 1962 se desempeñó como funcionario administrativo en el Poder Judicial. 
Al mismo tiempo cursó estudios en la Facultad de Derecho de la Universidad de la República, donde se graduó como abogado en 1971.

## Juez de Paz en el interior
En abril de 1972 inició su carrera judicial al ser designado Juez de Paz de la primera sección judicial de Soriano, con sede en la ciudad de Mercedes, donde permaneció durante unos meses.

## Secretario Letrado
En noviembre de 1972 fue nombrado Secretario Letrado del Tribunal de Apelaciones en lo Civil de Segundo Turno.

## Juez Letrado en el interior
En diciembre de 1974 retornó a la magistratura al ser designado Juez Letrado de Rivera de Primer Turno.
En febrero de 1976 fue trasladado al Juzgado Letrado de Pando.

## Juez Letrado en la capital
En abril de 1977 ascendió a cumplir funciones en Montevideo, inicialmente como Juez Letrado de Instrucción de Quinto Turno. 
En abril de 1980 fue trasladado al Juzgado Letrado en lo Civil de 18° Turno.
Finalmente, en diciembre de 1983, en oportunidad de crearse los nuevos Juzgados Letrados de Familia, fue designado titular del de Primer Turno.

## Tribunal de Apelaciones
En diciembre de 1987 recibió un nuevo ascenso al ser nombrado como uno de los integrantes del Tribunal de Apelaciones en lo Civil de Sexto Turno que acababa de crearse. Permaneció en dicho tribunal durante siete años y medio.

## Tribunal de lo Contencioso Administrativo
El 26 de julio de 1995 la Asamblea General lo eligió, junto a Juan Almirati Cacheiro y a José Baldi, por 117 votos favorables, como ministro del Tribunal de lo Contencioso Administrativo, para cubrir las vacantes generadas por los retiros de Amelia Pereira de Balestrino, Luis Alberto Galagorri y Manuel Díaz Romeu.Todos prestaron juramento el mismo día. 
Mercant y Baldi cesaron en su cargo en el mencionado Tribunal en julio de 2005, al completar el plazo máximo de diez años en el mismo establecido según el artículo 308 de la Constitución, que se remite en cuanto a las condiciones para ocupar dicho cargo a las previstas para los miembros de la Suprema Corte de Justicia.
Las vacantes que dejaron, junto con la generada por el cese de Eduardo Brito del Pino Pocey el mismo mes por alcanzar el límite de edad, fueron cubiertas en agosto de 2005 por la Asamblea General con las designaciones de Eduardo Lombardi, Dardo Preza y Ricardo Harriague.

## Otras actividades
Paralelamente a su carrera judicial, fue docente de Técnica Forense en la Facultad de Derecho de la Universidad de la República y director de su Instituto de Técnica Forense entre 2004 y 2012.